# Birger (Schweden)
Birger Magnusson (* 1280; † 31. Mai 1321) war König von Schweden von 1290 bis 1319. Er war ein Sohn des schwedischen Königs Magnus Ladulås und seiner Ehefrau Helvig.

Wappen von Birger Magnusson

## Leben
Birger Magnusson wurde schon mit vier Jahren zum König gewählt und trat sein Amt nach dem Tode seines Vaters 1290 an. Da er aber erst zehn Jahre alt war, wurde eine Vormundschaftsregierung unter dem Reichsmarschall Torgils Knutsson gebildet. Torgils Knutsson konnte während dieser Zeit eine bedeutende Machtstellung aufbauen, die er anfänglich auch nach dem Regierungsantritt des Königs 1302 behaupten konnte.
Die Regierungszeit Birger Magnussons war vor allem durch den Machtkampf mit seinen jüngeren Brüdern, den Herzögen Erik von Södermanland und Valdemar von Finnland, geprägt, die ihren Machtbereich zu erweitern suchten. Kurz nach seinem Regierungsantritt kam es zu den ersten Auseinandersetzungen mit seinen Brüdern, die nach Norwegen flohen, wo Erik sich mit der Tochter des norwegischen Königs Håkon Magnusson verlobte, und von dort aus Kriegszüge nach Schweden unternahmen. 1305 kam es zu einer Aussöhnung und die drei Brüder wandten sich nun gegen den Reichsmarschall Torgils Knutsson, dessen Machtstellung ihnen ein Dorn im Auge war. Torgils Knutsson wurde Ende 1305 gefangen genommen und im Februar 1306 hingerichtet.
Einige Monate später wurden der König und seine Familie auf seinem Hof in Håtuna von seinen Brüdern gefangen genommen. Sein sechsjähriger Sohn Magnus, der zwei Jahre davor zum Thronfolger gewählt worden war, konnte jedoch nach Dänemark entkommen. König Birger wurde nach Nyköpingshus gebracht, wo er zwei Jahre eingekerkert war. 1308 wurde der König nach Verhandlungen freigegeben, aber kurz danach kam es zum Bürgerkrieg (mit Beteiligung Norwegens und Dänemarks), der 1310 im Frieden von Helsingborg endete. Das Reich wurde zwischen den Brüdern aufgeteilt, wobei der König nur mehr eine formelle Oberhoheit besaß.
In einem Versuch, die Reichseinheit wiederherzustellen, gelang es dem König 1317, seine beiden Brüder zu einem Adventsfest in seine Residenz Nyköpingshus zum Gastmahl zu locken, wo sie gefangen genommen und eingekerkert wurden. Ihre Ehefrauen verbündeten sich mit dem dänischen Herzog Christoph und dem Erzbischof Esger von Lund, deren Heer im Juni 1318 Nyköpingshus eroberte, aber nur noch die toten Herzöge vorfand. Dies führte zu einem Aufstand des Reichsadels, der schließlich mit der Vertreibung des Königs nach Dänemark und zur Gefangennahme des nun 18-jährigen Thronfolgers Magnus. 1319 wurde Magnus, der erst dreijährige Sohn des toten Herzogs Erik zum König gewählt und im Jahr darauf Birgers Sohn Magnus hingerichtet, um einen weiteren Kampf um den Thron zu vermeiden. Birger Magnusson starb 1321 im dänischen Exil und wurde in der Klosterkirche von Ringsted beigesetzt.

## Ehe und Nachkommen
Birger war seit November 1298 mit Märta verheiratet, einer Tochter des dänischen Königs Erik Klipping und Schwester des dänischen Königs Erik Menved. Mit ihr hatte er vier Kinder: Magnus Birgersson, Erik, Agnes und Katarina.